# 1870 في فنلندا

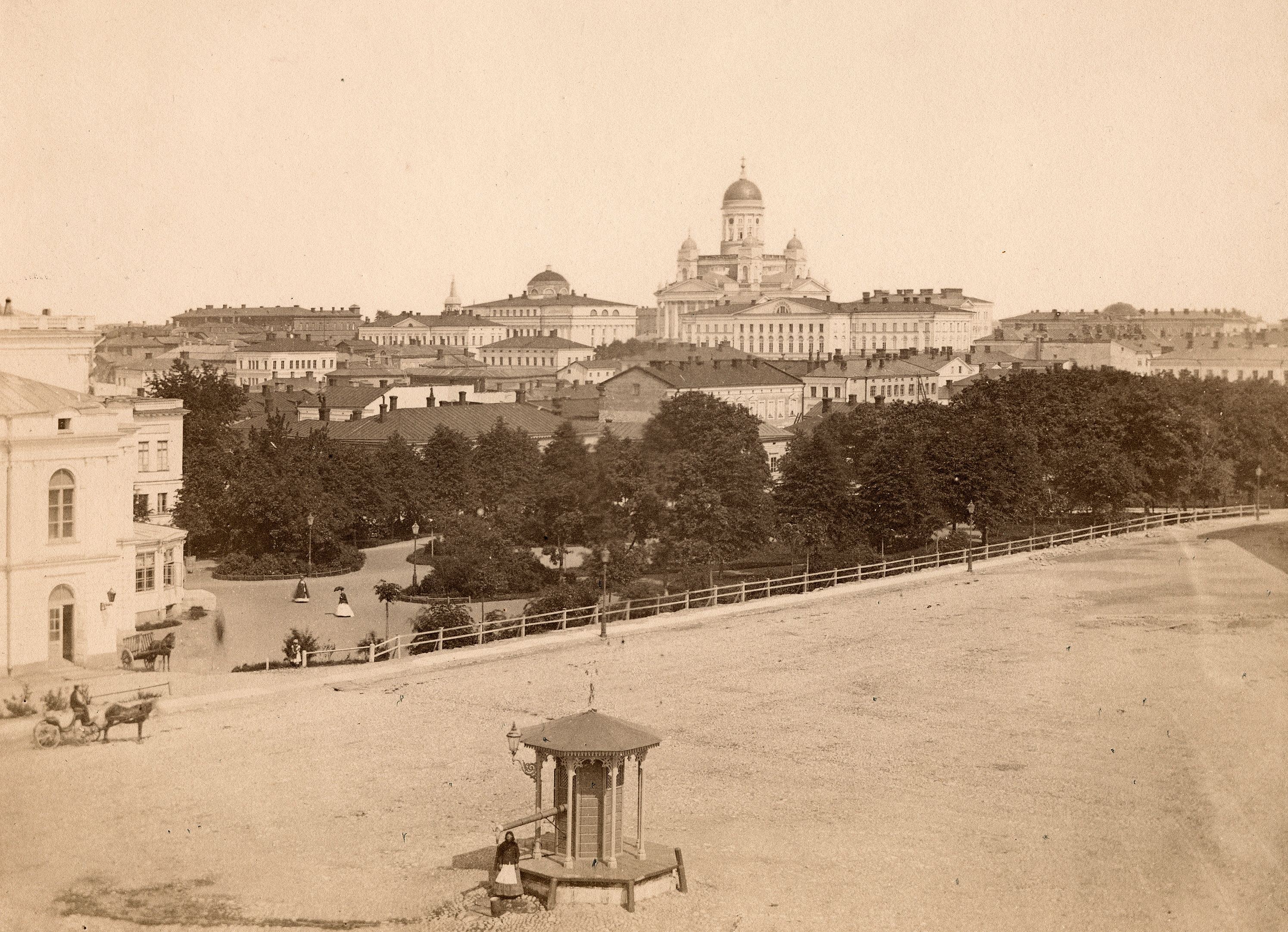
مدينة فنلندية عام 1870

فيما يلي قوائم الأحداث التي وقعت خلال عام 1870 في فنلندا.

## ظهور
- 1 يناير – الإخوة السبعة رواية من تأليف ألكسس كيفي.

## كتب
من الكتب التي صدرت هذه السنة في فنلندا:
- 1 يناير – الإخوة السبعة من تأليف ألكسس كيفي.

## مواليد

### مارس
- 7 مارس – إرنست ليونارد ليندلوف

### نوفمبر
- 27 نوفمبر – يوهو كوستي بآسيكيفي